# Masterworks Tour
Die Masterworks Tour war eine Mini-Konzerttournee, die die britische Progressive-Rock-Band Yes im Sommer 2000 in Nordamerika absolvierte. Das dargebotene Konzertprogramm der Tour fokussierte sich dabei hauptsächlich auf gut 20 Minuten lange Stücke, die Yes teilweise seit den 1970er Jahren nicht mehr live gespielt hatten.

## Hintergrund
Nach dem Ende ihrer The Ladder Tour und dem Ausstieg von Gitarrist Billy Sherwood im März 2000 standen Yes zunächst vor einer ungewissen Zukunft, bis Steve Howe die Idee zu einer Yes-Tournee kam, mit der vor allem die musikalische Frühphase der Band in den Jahren 1971 bis 1974 gewürdigt werden sollte. Jon Anderson zeigte sich von diesem Konzept begeistert und hatte seinerseits die Idee, die Fans der Gruppe über deren offizielle Website nach gewünschten Songs für die Shows zu fragen. Ein Großteil der teilnehmenden Fans stimmte dabei für Titel des Albums Tales from Topographic Oceans, von denen letztendlich der Song Ritual (Nous Sommes du Soleil) von der Band ausgewählt wurde, sowie das Stück The Gates of Delirium aus dem Album Relayer. Beide Lieder hatten Yes zuletzt 1976 live in voller Länge dargeboten.
Die Masterworks Tour begann am 20. Juni 2000 in Reno, endete am 4. August des gleichen Jahres in Cincinnati und umfasste insgesamt 30 Auftritte in den USA, die ausschließlich im Amphitheatern stattfanden. Yes hielten ihre Tournee bewusst kurz, da sie für den Herbst 2000 erste Arbeiten an einem neuen Studioalbum geplant hatten. Im Vorprogramm trat die Band Kansas auf.
Die Tournee sorgte für Kontroversen, als der damalige Yes-Keyboarder Igor Khoroshev am 23. Juli 2000 nach dem Auftritt in Bristow (Virginia) in einen Vorfall hinter der Bühne verwickelt war, bei dem er wiederholt unerwünschte Avancen gegenüber zwei weiblichen Sicherheitskräften machte. Diese verklagten ihn später wegen Körperverletzung und sexueller Nötigung. Zudem gab es auch Berichte seitens Mitarbeitern im örtlichen Hotel, dass Khoroshev dem Hotelpersonal gegenüber laut und verbal beleidigend gewesen sei. Diese Vorfälle führten dazu, dass Khoroshev die Band am Ende der Tour verlassen musste und Yes erstmals in ihrer Bandgeschichte aus einem vierköpfigen Line-up ohne Keyboarder bestand. Aus diesem Umstand kamen die verbliebenen Yes-Mitglieder auf ihr Konzept, ihr nächstes Album Magnification ohne Keyboarder und mit einem Orchester aufzunehmen.

## Liveaufnahmen
Liveversionen der Stücke Close to the Edge, The Gates of Delirium und Ritual (Nous Sommes du Soleil), die bei dem Auftritt in Holmdel am 19. Juli 2000 aufgenommen wurden, erschienen 2001 auf der japanischen Ausgabe des Albums Magnification.

## Setlist

### Beispiel-Setlist
- Intro (The Young Person’s Guide to the Orchestra)
- Close to the Edge
- Starship Trooper
- The Gates of Delirium
- Leaves of Green
- Heart of the Sunrise
- Ritual (Nous Sommes du Soleil)
- I’ve Seen All Good People
- Roundabout

## Tourdaten
| Nr. | Datum          | Stadt            | Land               | Veranstaltungsort                           | Anmerkungen                    |
| --- | -------------- | ---------------- | ------------------ | ------------------------------------------- | ------------------------------ |
| 1   | 20. Juni 2000  | Reno             | Vereinigte Staaten | Hilton Amphitheatre                         |                                |
| 2   | 21. Juni 2000  | Concord          | Vereinigte Staaten | Chronicle Pavilion                          |                                |
| 3   | 23. Juni 2000  | Universal City   | Vereinigte Staaten | Universal Amphitheatre                      |                                |
| 4   | 24. Juni 2000  | San Bernardino   | Vereinigte Staaten | Blockbuster Pavilion                        |                                |
| 5   | 25. Juni 2000  | Phoenix          | Vereinigte Staaten | Blockbuster Desert Sky Pavilion             |                                |
| 6   | 27. Juni 2000  | Albuquerque      | Vereinigte Staaten | Mesa del Sol Amphitheater                   |                                |
| 7   | 28. Juni 2000  | Denver           | Vereinigte Staaten | Fillmore Auditorium                         |                                |
| 8   | 30. Juni 2000  | Maryland Heights | Vereinigte Staaten | Riverport Amphitheatre                      |                                |
| 9   | 1. Juli 2000   | Bonner Springs   | Vereinigte Staaten | Sandstone Amphitheater                      |                                |
| 10  | 2. Juli 2000   | Dallas           | Vereinigte Staaten | Smirnoff Music Center                       |                                |
| 11  | 5. Juli 2000   | Burgettstown     | Vereinigte Staaten | Post-Gazette Pavilion                       |                                |
| 12  | 6. Juli 2000   | Cuyahoga Falls   | Vereinigte Staaten | Blossom Music Center                        |                                |
| 13  | 7. Juli 2000   | Columbus         | Vereinigte Staaten | Polaris Amphitheater                        |                                |
| 14  | 8. Juli 2000   | Chicago          | Vereinigte Staaten | Grant Park                                  |                                |
| 15  | 11. Juli 2000  | Clarkston        | Vereinigte Staaten | Pine Knob Music Theatre                     |                                |
| xx  | 12. Juli 2000  | Cincinnati       | Vereinigte Staaten | Riverbend Music Center                      | verlegt auf den 4. August 2000 |
| xx  | 13. Juli 2000  | Noblesville      | Vereinigte Staaten | Deer Creek Music Center                     | verlegt auf den 3. August 2000 |
| 16  | 15. Juli 2000  | Wantagh          | Vereinigte Staaten | Jones Beach Theater                         |                                |
| 17  | 16. Juli 2000  | Saratoga Springs | Vereinigte Staaten | Saratoga Performing Arts Center             |                                |
| 18  | 18. Juli 2000  | Camden           | Vereinigte Staaten | Blockbuster-Sony Music Entertainment Center |                                |
| 19  | 19. Juli 2000  | Holmdel          | Vereinigte Staaten | PNC Bank Arts Center                        |                                |
| 20  | 21. Juli 2000  | Boston           | Vereinigte Staaten | FleetBoston Pavilion                        |                                |
| 21  | 22. Juli 2000  | Hartford         | Vereinigte Staaten | ctnow.com Meadows Music Theatre             |                                |
| 22  | 23. Juli 2000  | Bristow          | Vereinigte Staaten | Nissan Pavilion                             |                                |
| 23  | 25. Juli 2000  | Virginia Beach   | Vereinigte Staaten | GTE Virginia Beach Amphitheater             |                                |
| 24  | 27. Juli 2000  | Raleigh          | Vereinigte Staaten | Alltel Pavilion                             |                                |
| 25  | 28. Juli 2000  | Charlotte        | Vereinigte Staaten | Blockbuster Pavilion                        |                                |
| 26  | 29. Juli 2000  | Nashville        | Vereinigte Staaten | AmSouth Amphitheatre                        |                                |
| 27  | 30. Juli 2000  | Atlanta          | Vereinigte Staaten | Lakewood Amphitheatre                       |                                |
| 28  | 1. August 2000 | West Palm Beach  | Vereinigte Staaten | Mars Music Amphitheatre                     |                                |
| 29  | 3. August 2000 | Noblesville      | Vereinigte Staaten | Deer Creek Music Center                     |                                |
| 30  | 4. August 2000 | Cincinnati       | Vereinigte Staaten | Riverbend Music Center                      |                                |

## Band
- Jon Anderson: Gesang, Gitarre, Percussion, zusätzliche Keyboards
- Steve Howe: Gitarre, Pedal-Steel-Gitarre, Hintergrundgesang
- Igor Khoroshev: Keyboards, Percussion, Hintergrundgesang
- Chris Squire: Bass, Mundharmonika, Hintergrundgesang
- Alan White: Schlagzeug